# 歩兵第91連隊
歩兵第91連隊（ほへいだい91れんたい、歩兵第九十一聯隊）は、大日本帝国陸軍の連隊の一つ。

## 沿革
1943年（昭和18年）5月14日の下令により本土防衛強化のため臨時編成された第47師団の歩兵連隊の一つとして同年7月10日、秋田で編成された。兵力補充は弘前師管区の歩兵第2補充隊で担当した。9月7日、軍旗拝受。1944年（昭和19年）11月10日、師団は第6方面軍の戦闘序列に入り華北へ動員され、芷江作戦に参戦した。その後、湖南省湘郷県永豊および界地区において陣地構築および警備に当たった。対ソ作戦準備のため反転し、北上中に山東省で終戦を迎えた。終戦直前の1945年（昭和20年）8月5日、加藤正次連隊長が独立混成第58旅団に転属となった。

## 歴代連隊長
| 代 | 氏名     | 在任期間              | 出身校・期 | 備考 |
| -- | -------- | --------------------- | ---------- | ---- |
| 1  | 関谷順   | 1943.6.10 - 1944.5.15 | 陸士29期   | 病死 |
| 2  | 加藤正次 | 1944.5.18 - 1945.8.5  | 陸士25期   |      |
| 3  | 遠藤重助 | - 終戦                | 陸士34期   |      |